# Sacherschließung
Die Sacherschließung (engl. subject cataloguing) oder Inhaltserschließung bezeichnet innerhalb der Bibliotheks- und Dokumentationswissenschaft die Erschließung bibliographischer und archivalischer Ressourcen nach inhaltlichen Kriterien. Das bedeutet, dass eine Ressource intellektuell oder automatisch aufgrund ihres Inhalts beschrieben wird. Sie ist Teil der Katalogisierung, aber die Erfassung eines Objekts nach formalen Regeln, also zum Beispiel Titel oder Autor, gehören nicht dazu, sondern sind Gegenstand der Formalerschließung.

## Abgrenzung zur Formalerschließung
Inhalte einer Ressource können beispielsweise sein:
- Aussage eines Textes
- Filminhalt
- Beschreibung eines Musikwerkes

Die Formale Erfassung würde sich im Gegensatz dazu nur auf den Titel, Autor, Komponist usw. beziehen.
In beiden Fällen handelt es sich um Tätigkeiten der Dokumentation, bei der Metadaten gewonnen werden. Ziel der inhaltlichen Erschließung ist, das Auffinden relevanter Ressourcen durch Bereitstellung eines informationellen Mehrwertes zu erleichtern und zu beschleunigen. Der Informationswissenschaftler nennt dies „das Retrieval verbessern“.
Eine inhaltliche Erschließung stellt deutlich höhere Anforderungen an denjenigen, der sie durchführt, so dass in vielen Einrichtungen Wissenschaftler des Faches (oder zumindest eines verwandten Faches) mit dieser Aufgabe betraut sind. In Bibliotheken sind dies beispielsweise die Fachreferenten, in Dokumentationseinrichtungen Wissenschaftliche Dokumentare.

## Methoden
Zur Sacherschließung kommen verschiedene Dokumentationssprachen und -systeme zum Einsatz, wobei sich grundsätzlich klassierende Verfahren und Verfahren der verbalen Sacherschließung unterscheiden lassen. Die verbale Sacherschließung lässt sich wiederum in Indexierung und freie verbale Erschließung unterteilen.

### Sachgebietsklassifikation
Klassifikationen beschreiben ein Inhaltsgebiet anhand von Identifikatoren über Sachgebiete. Dabei lassen sich zwei Methoden unterscheiden:
- die Klassierung hierarchisch in Gruppen und Untergruppen (Fachgebiete), aus denen die jeweils passende Klasse ausgewählt wird. Eine Klassierung ordnet einem Dokument eine eindeutige Sachgebietsklasse zu. Beispiele für solche Klassifikationen sind die Dewey Decimal Classification (DDC) und die Regensburger Verbundklassifikation (RVK).
- die Facettenklassifikation, bei der verschiedene Sachgebiete gleichrangig nebeneinander zugeordnet werden. Der große Vorteil dieser Klassifikation liegt darin, dass die Struktur nicht im Voraus geplant vorliegen muss, es lassen sich im Nachhinein Unterklassen und Schnittmengenklassen (Facetten) bilden (postkoordinative Klassifizierung), neue Klassenschlüssel können anhand der entstehenden Facetten definiert werden. Mit der Facettenklassifikation können auch sehr komplexe oder innovative Sachgebiete klassifiziert werden. Ein bekannter Typus ist die Colon Classification (CC), in der ursprünglich Doppelpunkt (engl. Colon) das einzige Trennzeichen war.

### Verschlagwortung/Indexierung
Die Indexierung kann frei oder mit Hilfe eines kontrollierten Vokabulars erfolgen. Beispiele für kontrollierte Vokabulare sind Schlagwortlisten wie die Schlagwortnormdatei, die Library of Congress Subject Headings oder ein Thesaurus. Aus diesem Vokabular wählt der Bearbeiter das entsprechende Schlagwort aus. Diese Vergabe von Schlagwörtern wird Verschlagwortung genannt. Unterstützt wird er dabei, je nach Dokumentationssprache, indem Zusammenhänge der einzelnen Schlagworte in der Dokumentationssprache deutlich gemacht werden.
Eine andere Form ist die Indexierung mit selbst vergebenen Stichwörtern. Hierzu werden wesentliche Wörter aus dem Text festgehalten. Eine relativ neue Form dieser Indexierung ist die Verwendung von so genannten Tags in offenen Internetsystemen (Collaborative tagging). Das neue daran ist vor allem, dass nicht eine einzelne Person freie Schlagwörter vergibt, sondern jeder, der sich an diesem System beteiligt, so dass eine Vielzahl von Aspekten abgedeckt werden kann.
Des Weiteren existieren in zunehmendem Maße automatische Verfahren zur Extraktion von Schlag- und Stichworten. Ob auch die Volltextindizierung, wie Suchmaschinen sie betreiben, zu den Mitteln der Sacherschließung gezählt werden kann, ist umstritten. Um eine Gewichtung der Dokumente zu ermöglichen, versuchen Suchmaschinen über verschiedene Algorithmen die Relevanz eines Dokuments zu einem bestimmten Stichwort zu ermitteln. Dies wird jedoch von Verfahren zur Suchmaschinenoptimierung unterlaufen.

### Textzusammenfassung und Inhaltsexzerpt
Ein weiterer Ansatz ist die textliche Kurzform des Inhalts. Beispiele für freie verbale Erschließung, insgesamt verschiedene Formen der Inhaltsangabe, sind:
- Referate
- Inhaltsverzeichnisse
- Zusammenfassungen (wie das Abstract wissenschaftlicher Arbeiten)
- Annotation (Titelerweiterungen)
- Auszug (Wiedergabe ausgewählter Textstellen)
- Rezension
- Register

### Metadaten
Als Teil der Sacherschließung können auch integrierte Formen des Sammelns von Metadaten wie beispielsweise die Kataloganreicherung gelten. Bei letzterer werden die Einträge von elektronischen Bibliothekskatalogen mit Inhaltsverzeichnissen, Links zu Rezensionen oder Titelseiten ergänzt.
Auch Methoden zur Zusammenfassung aller Querverweise und Bezüge zu anderen Dokumenten, und die Erschließung der Querverweise von anderen Datensätzen auf das Dokument gehören zu den Metadaten. Dazu gehören das Literaturverzeichnis, in Onlinemedien sind das etwa Hyperlinks und Backlinks.

### Komplexe Kombination der Methoden
Die Indexierung liefert nur syntaktische Ausdrücke, die nicht beschreiben, in welchem Zusammenhang die Ausdrücke in dem Dokument vorkommen. Die in Thesauri vorkommenden Verknüpfungen von Schlagworten sollen nur dem Verschlagwortenden und dem Suchenden bei der Auswahl der passenden Schlagwörter helfen. Die freie verbale Erschließung kann dem Suchenden zwar einen Eindruck von dem Inhalt verschaffen, verbessert aber nur beschränkt sein Suchergebnis. Dies kann nur dann geschehen, wenn die Inhaltsangaben selbst indexiert sind.
Auch hier existieren schon automatische Verfahren zur Textzusammenfassung. Um semantische Aussagen eines Textes maschinenlesbar codieren zu können, wurden Ontologien entwickelt. Mit Hilfe von Ontologien ist es möglich, inhaltliche Aussagen suchbar zu machen. Da eine Sacherschließung mit Ontologien sowie deren Erstellung sehr aufwendig ist, werden diese bisher kaum angewandt. Im Rahmen des Semantic Web soll diese Technik jedoch verstärkt genutzt werden, so dass zu erwarten ist, dass diese an Bedeutung gewinnen werden.
Auch Expertensysteme könnte man als eine Form der Sacherschließung ansehen – auch diese sind aufgrund ihrer Komplexität allerdings relativ wenig verbreitet.

## Geschichte
Frühe Erschließungsmittel in Bibliotheken waren die Systematiken der (Alten) Realkataloge, in denen Literatur nach inhaltlichen Kriterien geordnet verzeichnet wurde.
Spätestens mit Beginn des 20. Jahrhunderts wurde die exponentiell wachsende Menge publizierter Information so groß, dass die systematische inhaltliche Erschließung unabdingbar wurde. Dazu wurden zunächst Referateorgane geschaffen. Mit der weiter steigenden Zahl von Publikationen konnten nicht mehr alle Dokumente referiert werden und es wurde mit der Indexierung eine weitaus kompaktere Form des inhaltlichen Erschließens eingeführt.
Seit Anfang des 21. Jahrhunderts hat sich mit dem Collaborative tagging eine neue Form der Sacherschließung herausgebildet, die häufig in Kontrast zu herkömmlichen Verfahren gestellt wird.